# 애플리케이션 프레임워크
애플리케이션 프레임워크(application Framework)는 소프트웨어 개발자가 응용 소프트웨어의 표준 구조를 구현하기 위해 사용하는 소프트웨어 프레임워크로 구성된다. 즉, 프로그래밍에서 특정 운영 체제를 위한 응용 프로그램 표준 구조를 구현하는 클래스와 라이브러리 모임이다. 간단하게 프레임워크라고도 부른다.
재사용할 수 있는 수많은 코드를 프레임워크로 통합함으로써 개발자가 새로운 애플리케이션을 위한 표준 코드를 다시 작성하지 않아도 같이 사용된다. 애플리케이션 프레임워크는 그래픽 사용자 인터페이스(GUI)의 구현에 일반화되었다. 그 까닭은 GUI 응용 프로그램의 기본 구조의 표준화를 촉진하는 경향이 있기 때문이다. 응용 프로그램의 기본 코드 구조가 명백하므로 표준 프레임워크를 사용하면 자동으로 GUI 툴을 만드게 된다. 프레임워크의 구현은 객체 지향 프로그래밍 기법이 사용되고 있는 응용 프로그램 고유의 클래스가 프레임워크의 기존 클래스를 상속할 수 있다.

## 같이 보기
- 웹 프레임워크
- 소프트웨어 프레임워크
- 위젯 툴킷